# Thyreus pica
Thyreus pica là một loài Hymenoptera trong họ Apidae. Loài này được Strand mô tả khoa học năm 1921.